# Segundo Castillo (Fußballspieler, 1913)
Segundo Castillo Varela (* 17. Juli 1913 in Callao; † 1. Oktober 1993 ebenda) war ein peruanischer Fußballspieler. Mit der Nationalmannschaft Perus wurde der Mittelfeldspieler Südamerikameister 1939.

## Karriere

### Verein
Segundo Castillo begann seine Karriere 1932 beim Unión Buenos Aires in seiner Heimatstadt Callao. 1933 wechselte er zu den Sport Boys, mit denen er 1935 und 1937 peruanischer Meister wurde. Auch mit Deportivo Municipal 1943 und mit Universitario de Deportes 1949 gelangen ihm weitere Meistertitel. Zusätzlich spielte er bei internationalen Klubs: CA Lanús in Argentinien, CD Magallanes in Chile und Independiente Medellín in Kolumbien. 1953 beendete Castillo seine Karriere in seiner Heimstadt bei Unión Callao.

### Nationalmannschaft
Segundo Castillo absolvierte von 1936 bis 1939 insgesamt zwölf Länderspiele. Er spielte mit Peru bei den Olympischen Spielen 1936 in Berlin, wo sein Team sportlich das Halbfinale erreichte, allerdings wegen eines Platzsturms ein Wiederholungsspiel angeordnet wurde, zu dem Peru nicht mehr antrat. Sein größter internationaler Erfolg war der Gewinn der Südamerikameisterschaft 1939 im eigenen Land. Peru gewann die ersten drei Turnierspiele genauso wie Uruguay und setzte sich im letzten Gruppenspiel gegen die favorisierten Uruguayer mit 2:1 durch.
Zusätzlich zu seinen elf Länderspielen für Peru absolvierte Castillo im Januar 1941 ein inoffizielles Länderspiel für Chile.

## Erfolge
Sport Boys
- Peruanischer Meister: 1935, 1937

Deportivo Municipal
- Peruanischer Meister: 1943

Universitario de Deportes
- Peruanischer Meister: 1949

Peru
- Sieger der Juegos Bolivarianos: 1938
- Südamerikameister: 1939